# Дилофо
Дилофо (грч. Δίλοφο) је насељено место у општини Горуша у периферији Западна Македонија, Грчка. Према попису из 2021. године било је 11 становника.
Према бугарском географу и историчару, Василу Канчову, у Дилофу је 1900. године живео 300 Грка. Дилофо се налази у области Населица, која је некада била насељена словенским становништвом које је касније хеленизовано. Село се раније звало Либохово.